# 劉穆之
劉 穆之（りゅう ぼくし、拼音：Liú Mùzhī、升平4年（360年）- 義熙13年11月3日（417年11月27日））は、中国の東晋末期に劉裕（南朝宋の武帝）に仕えた政治家。字は道和。小字は道民。本貫は東莞郡莒県だが、実際は代々、京口に住む家系に生まれた。祖父は彭城内史の劉撫。従兄は劉仲道（劉秀之の父）。前漢の斉悼恵王劉肥の末裔にあたる。劉裕の腹心として、その創業に大きく貢献したが、劉裕の即位と南朝宋の建国を目前にして死去した。

## 生涯
劉穆之は若い頃から読書を好み、広く書物に通じていた。建武将軍・琅邪内史の江敳に評価され、彼の主簿となった。元興3年（404年）、劉裕が京口で桓玄討伐の兵を挙げると、何無忌の推薦により、劉裕の主簿として召し出された。劉裕が首都建康を平定すると、劉穆之は多くの重大な処分をたちどころに定め、さらに司馬元顕や桓玄以来の弛緩した政治を一新し、以後、劉裕の腹心として重用されることになった。
劉穆之は劉裕に進言して、宰相として朝廷の大権を掌握することを成功させ、その後も劉裕の南燕征服や盧循の平定の際にも、多くの献策や決定を行った。中軍太尉司馬に転じ、義熙8年（412年）には丹陽尹を加えられた。同年、劉裕が劉毅を討伐すると建威将軍に任じられ、建康に留まり諸葛長民の補佐についた。諸葛長民が劉裕に疑心を抱くと、劉穆之は彼をなだめつつも謀反の動きに備え、これにより劉裕は諸葛長民を誅殺した。義熙10年（414年）、前将軍に昇進した。義熙11年（415年）、劉裕が司馬休之を討伐すると、留守役の劉道憐を補佐し、尚書右僕射となった。義熙12年（416年）、劉裕が後秦征服の遠征を行うと、劉穆之は尚書左僕射・領監軍中軍二府軍司として建康に留まり、世子の劉義符を補佐して朝廷を取り仕切った。同年、劉裕は旧都洛陽を回復したが、朝廷から未だ九錫が授けられずにいたため、太尉左長史の王弘が使者として建康に赴き、九錫を要請した。劉穆之はこのことを恥じて病を発し、義熙13年（417年）11月に死去した。享年58。
長安にいた劉裕は劉穆之の死を聞くと、急いで彭城に戻り、劉穆之に散騎常侍・衛将軍・開府儀同三司を追贈した。さらに改めて侍中・司徒を贈り、南昌県侯に追封した。永初元年（420年）、劉裕が即位すると南康郡公に改封され、文宣と諡された。劉裕は即位後も劉穆之を懐かしみ、常に「彼が存命ならば私が天下を治めるのを助けただろうに」と漏らしていた。光禄大夫の范泰が「劉穆之は創業の折に功業を残しましたが、王朝交替の事業に関わることはできませんでしたな」と言うと、劉裕は笑って「お前は一日に千里を駆ける名馬のことを耳にしていないようだな」と答え、「劉穆之が亡くなって私は人に軽んじられるようになった」と述べたという。
劉穆之は朝政や出征の補給を取り仕切り、その事務処理は流れるように速やかだった。陳情の人々で部屋があふれているような時でも、書類を決裁しながら彼らと応対してみせた。賓客と談笑して時を過ごして倦むことがなく、休暇の時は典籍や文章にいそしんだ。豪奢を好み、食事は贅沢を極め、毎朝10人分の食事を作らせ、食事の時には決まって客10人と食事をした。また若く貧しかった頃は、妻の兄である江氏の家に食事を乞いに行っては、しばしば辱められ、妻にも行くのを止められたが、これを恥としなかった。後に劉穆之は江氏の祝いの宴会に赴き、食後の消化にビンロウを求めたが、江氏の兄弟に「いつも腹を空かしているのにそんなものがいるのか」とからかわれた。妻は髪を切った金で兄弟に代わり劉穆之に食事を出したが、これ以後劉穆之の身繕いをしなくなった。後に劉穆之は丹陽尹となると、妻の兄弟を呼び寄せようとした。妻が泣いて劉穆之に謝ると、劉穆之は「もともと怨んでもいないのだから、心配することもない」といい、食事で満腹になると金の盆に盛った1斛のビンロウを彼らに進めたという。

## 子女
- 劉慮之（員外散騎常侍）
- 劉式之（字は延叔、相国中兵参軍、太子中舎人、黄門侍郎、寧朔将軍・宣城淮南二郡太守、太子右率、左衛将軍、呉郡太守）
- 劉貞之（中書黄門侍郎、太子右衛率、寧朔将軍・江夏内史）

## 伝記資料
- 『宋書』巻42 列伝第2
- 『南史』巻15 列伝第5